# Alekseï Ostapenko
Pour les articles homonymes, voir Ostapenko.
Alekseï Aleksandrovitch Ostapenko (en russe : Алексей Александрович Остапенко) est un joueur russe de volley-ball né le 26 mai 1986 à Saratov (oblast de Saratov, alors en URSS). Il mesure 2,08 m et joue central. Il totalise 63 sélections en équipe de Russie.

## Clubs
| Club                     | De        | À         |
| ------------------------ | --------- | --------- |
| Iaroslavitch Iaroslavl   | 2001-2002 | 2004-2005 |
| Luch Moscou              | 2005-2006 | 2005-2006 |
| Dinamo Moscou            | 2006-2007 | 2011-2012 |
| Goubernia Nijni Novgorod | 2012-2013 | ...       |

## Palmarès

### Club et équipe nationale
- Ligue mondiale
  - Finaliste : 2007
- Coupe du monde
  - Finaliste : 2007
- Championnat du monde des moins de 21 ans (1)
  - Vainqueur : 2005
- Championnat d'Europe
  - Vainqueur : 2007
- Championnat d'Europe des moins de 21 ans (1)
  - Vainqueur : 2004
- Coupe de la CEV
  - Finaliste : 2014
- Championnat de Russie (1)
  - Vainqueur : 2008
  - Finaliste : 2007, 2011, 2012
- Coupe de Russie (1)
  - Vainqueur : 2006
  - Finaliste : 2007

### Distinctions individuelles
- Meilleur joueur et meilleur contreur du Championnat du monde des moins de 21 ans 2005
- Meilleur serveur du Final Four de la coupe de Russie 2007